# Инютина, Галина Константиновна
Галина Константиновна Инютина (29 апреля 1912 — 9 апреля 1996) — советская актриса театра и кино. Заслуженная артистка РСФСР (1954).

## Биография
Отец, Константин Дмитриевич Инютин происходил из казаков станицы Мелиховской, в 1918 г. произведен в полковники. После Октября 1917 г., отец бросил семью и бежал в эмиграцию в Болгарию. Мать, Мария Александровна Лаврова, была дочерью действительного статского советника, происходившего из семьи петербургского ремесленника. При поступлении в театральное училище (ныне — Академия театрального искусства) в графе «происхождение» указала «из дворян». Режиссёр Николай Николаевич Петров, набиравший курс, не сообщил «куда следует», а заставил переписать анкету. Год спустя он же не дал исключить её из училища «за профнепригодность». По окончании училища с отличием, с 1931 играла на сцене Ленинградского театра драмы имени А. С. Пушкина, где вскоре стала ведущей, «репертуарной» актрисой. Здесь она встретила своего будущего мужа, здесь же проработала до смерти в 1996 году.
Г. К. Инютина прекрасно пела и танцевала, вместе с народными артистами РСФСР Я. О. Малютиным, В. И. Вороновым и Н. А. Ольхиной организовали «Комическую оперу» и записали на радио много опер, водевилей, оперетт. Г. К. Инютина дружила с дирижёром Евгением Мравинским.
В годы блокады Ленинграда (с 1941 по 1944) вместе с коллективом театра находилась в эвакуации в Новосибирске.
Муж — актер того же театра Георгий Иванович Соловьев (1904—1966), дочь — актриса и педагог Наталья Соловьева.
С 1930 снималась в кино. Сыграла в около 20 фильмах.

## Роли в театре

### Ленинградский государственный академический театр драмы им. А. С. Пушкина
1. 1936 — «Лес» А. Н. Островского — Аксюша
2. 1945 — «Памятные встречи» А. М. Утевского — Саша
3. 1945 — «Великий государь» В. А. Соловьёва — Мария Нагая
4. 1946 — «За тех, кто в море!» Б. А. Лавренёва — Шабунина
5. 1950 — «Живой труп» Л. Н. Толстого — Протасова Елизавета Васильевна (Лиза)
6. 1956 — «Одна ночь» Б. Л. Горбатова — Софья Павловна
7. 1957 — «Царь Фёдор Иоаннович» А. К. Толстого — царица Ирина Фёдоровна
8. 1958 — «Почему улыбались звёзды» А. Е. Корнейчука — Катерина Сергеевна Бессмертная
9. 1959 — «Всё остаётся людям» С. И. Алёшина — Наталья Дмитриевна
10. 1959 — «Двенадцатый час» А. Н. Арбузова — Иветта Михайловна
11. 196? — «Перед заходом солнца» Г. Гауптмана — фрау Петерс
12. 196? — «Чти отца своего» В. В. Лаврентьева — Софья Ивановна
13. 1969 — «Болдинская осень» Ю. М. Свирина — Гончарова Наталья Ивановна
14. 1971 — «Кремлёвские куранты» Н. Ф. Погодина — Забелина
15. 1971 — «Птица нашей молодости» И. Друцэ — Артина
16. 1974 — «Похождения Чичикова или Мёртвые души» по Н. В. Гоголю — Анна Григорьевна, дама, приятная во всех отношениях
17. 1975 — «Из записок Лопатина» К. М. Симонова — Актриса
18. 1977 — «Ивушка неплакучая» по М. Н. Алексееву — Авдотья Степановна
19. 1978 — «Плоды просвещения» Л. Н. Толстого — Звездинцева
20. 1978 — «Унтиловск» Л. М. Леонова — Пелагея Лукьяновна
21. 1980 — «Тринадцатый председатель» А. Абдуллина — Второй заседатель
22. 1981 — «Юбилей, или театральный разъезд через 225 лет после основания театра» Т. В. Ланиной
23. 1985 — «Капитанская дочка» А. С. Пушкина —
24. 1987 — «Тринадцатый председатель» А. Абдуллина — Мотя
25. 1989 — «Вожди» Г. С. Соловского —

## Избранная фильмография
1. 1930 — «Суд должен продолжаться» — член молодежной коммуны (нет в титрах).
2. 1938 — «Балтийцы» — Глафира Вихорева, жена комиссара.
3. 1938 — «Одиннадцатое июля» — Таня, жена Степана.
4. 1945 — «Великий перелом» — Лиза Муравьёва (нет в титрах).
5. 1950 — «Великая сила» — врач Клавдия Петровна Лаврова, жена Лаврова.
6. 1952 — «Живой труп» (фильм-спектакль) — Елизавета Андреевна Протасова (Лиза).
7. 1958 — «Капитан первого ранга» — Настасья, мать Вали.
8. 1958 — «Под стук колёс» — Позднякова, мать Егора.
9. 1960 — «Люблю тебя, жизнь» — Зинаида Михайловна Топилина, директор фабрики.
10. 1971 — «Достояние республики» — жена Доброво.
11. 1974 — «Болдинская осень» (фильм-спектакль) — Наталья Ивановна, мать Натальи Николаевны Гончаровой.
12. 1976 — «Дневной поезд» — Зинаида Николаевна Алексеева, бывшая актриса.
13. 1977 — «Открытая книга» — Кречетова.
14. 1983 — «Анна Павлова» — дама в театре.

## Награды
- Медаль «За освоение целинных земель»
- Заслуженная артистка РСФСР